# リゾートコスチューミングサービス
株式会社リゾートコスチューミングサービスは、千葉県浦安市にあるオリエンタルランドグループの企業である。2005年に株式会社リゾートクリーニングサービスから社名変更した。

## 沿革
- 2000年10月6日　オリエンタルランドの部門部署の子会社化に伴い美装部から独立させた会社　オリエンタルランドの100%出資設立 同住所（旧住所表示：千葉県香取郡大栄町吉岡字久茂富709番地12）にあった工場をそのまま名義変更
- 2005年10月 株式会社リゾートコスチューミングサービスへ社名変更